# 도즈카촌
도즈카촌(戸塚村)은 사이타마현 기타아다치군에 존재했던 촌이다. 

## 지리
- 사이타마현 기타아다치 지역의 남동부에 위치하고 있다.
- 2011년 현재는 가와구치시 북동부 해당한다.

## 역사
- 1889년 4월 1일 -정촌제 시행에 의해 기타아다치군 도즈카촌이 성립하였다.
- 1956년 4월 1일 - 다이몬촌, 노다촌과 합병해, 미소노촌이 성립해 도즈카촌은 소멸하였다.
- 1962년 5월 1일 - 미소노촌은 가와구치시에 편입되었다.
- 2001년 3월 28일 - 사이타마 고속철도・사이타마 고속철도선 개통. 남쪽에 인접한 구 안교무라(安行村)와의 경계 지점에 역이 설치되어 도즈카 안교역으로 명명되었다.